# Ania Dąbrowska

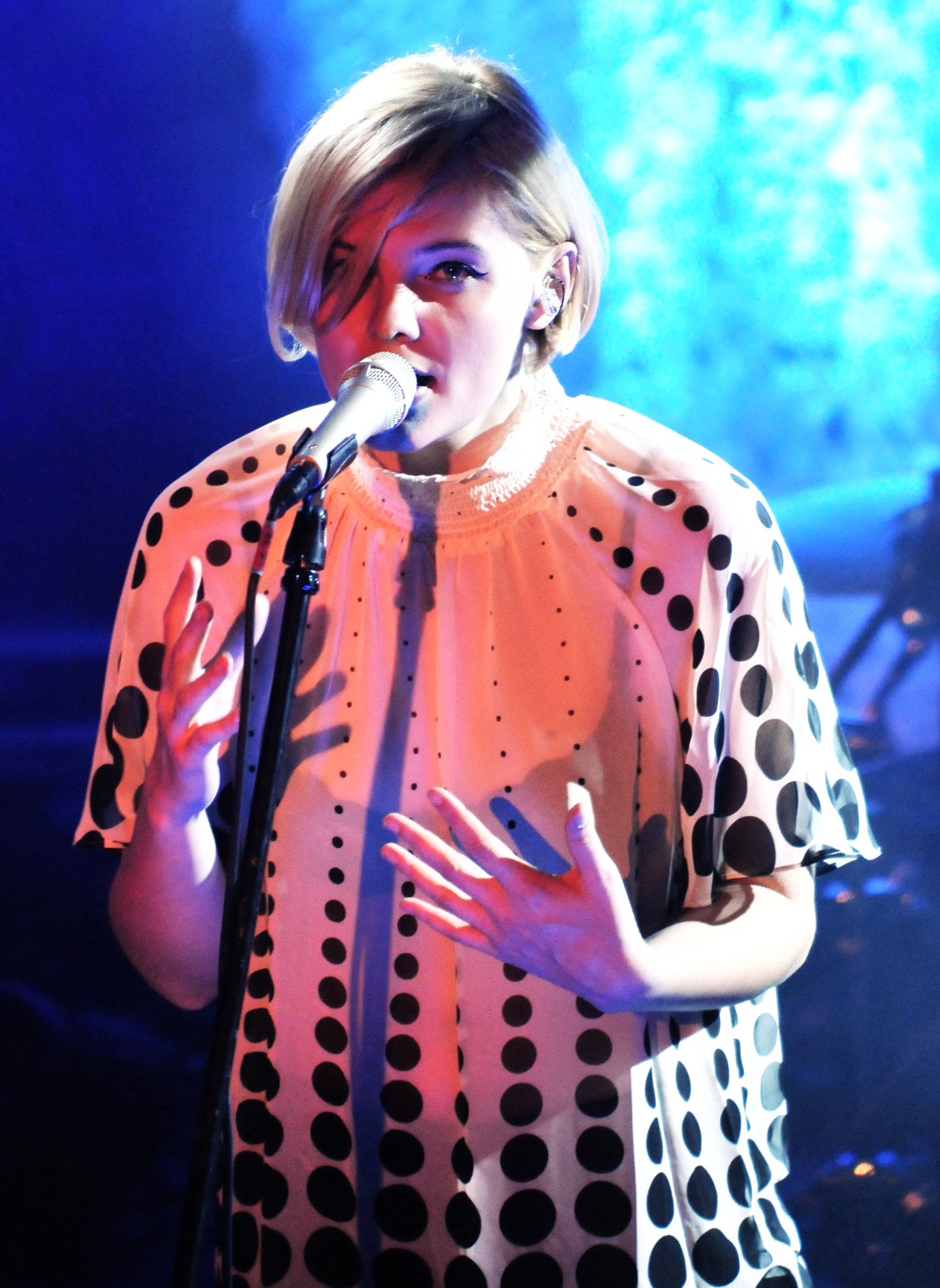
Ania Dąbrowska (2009)

Anna Monika "Ania" Dąbrowska (* 7. Januar 1981 in Chełm) ist eine polnische Popmusikerin.

## Leben
Das musikalische Talent, das sie schon in ihrer Kindheit zeigte, äußerte sich im Erlernen des Spielens auf dem Kontrabass und der Bassgitarre. Während ihrer Zeit auf dem Lyzeum spielte sie in der Band 4 Pory Roku (Vier Jahreszeiten). 2002 nahm sie an der Castingshow Idol im polnischen Fernsehen teil und erreichte die Finalrunde. Es folgte ihre erste professionale Aufnahme auf einer Platte des Sängers Krzysztof Krawczyk. Im selben Jahr begann sie ein Studium der Psychologie an der Wyższa Szkoła Psychologii Społecznej in Warschau.
2004 erschien ihre erste CD mit dem Titel Samotność po zmierzchu (Einsamkeit nach der Dämmerung), mit der sie sogleich die Spitze der polnischen Charts stürmte. Für diesen Erfolg erhielt sie zwei Fryderyki als Sängerin des Jahres und als Newcomerin des Jahres. Mit Kilka historii na ten sam temat erschien Ende 2006 ihr zweites Album. Ihren Plattenvertrag hat sie bei Sony BMG Polska.

## Diskografie

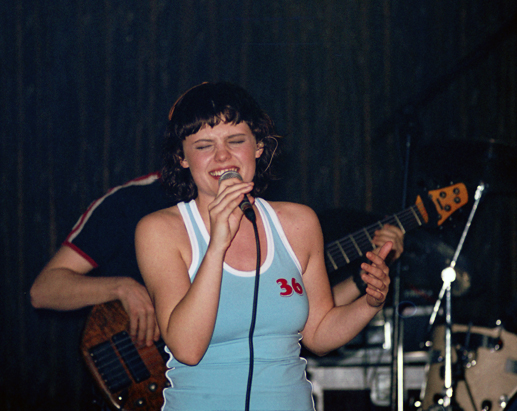
Ania Dąbrowska

### Alben
| Jahr | Titel                           | Höchstplatzierung, Gesamtwochen, AuszeichnungChartsChartplatzierungen (Jahr, Titel, Platzierungen, Wochen, Auszeichnungen, Anmerkungen) | Anmerkungen                             |
| Jahr | Titel                           | PL | Anmerkungen                             |
| ---- | ------------------------------- | --- | --------------------------------------- |
| 2004 | Samotność po zmierzchu          | PL1 (41 Wo.)PL | Erstveröffentlichung: 23. Februar 2004  |
| 2006 | Kilka historii na ten sam temat | PL1 (34 Wo.)PL | Erstveröffentlichung: 16. Oktober 2006  |
| 2008 | W spodniach czy w sukience?     | PL1 Gold · (36 Wo.)PL | Erstveröffentlichung: 16. Juni 2008     |
| 2010 | Ania Movie                      | PL1 Platin · (29 Wo.)PL | Erstveröffentlichung: 2. April 2010     |
| 2012 | Bawię się świetnie              | PL2 Platin · (21 Wo.)PL | Erstveröffentlichung: 19. Oktober 2012  |
| 2016 | Dla naiwnych marzycieli         | PL1 ×3Dreifachplatin · (80 Wo.)PL | Erstveröffentlichung: 4. März 2016      |
| 2017 | The Best of                     | PL2 ×3Dreifachplatin · (52 Wo.)PL | Erstveröffentlichung: 10. November 2017 |

### Singles
| Jahr | Titel Album                                         | Höchstplatzierung, Gesamtwochen, AuszeichnungChartsChartplatzierungen (Jahr, Titel, Album, Platzierungen, Wochen, Auszeichnungen, Anmerkungen) | Anmerkungen                                                              |
| Jahr | Titel Album                                         | PL | Anmerkungen                                                              |
| --- | --------------------------------------------------- | --- | ------------------------------------------------------------------------ |
| 2015 | Nieprawda (Gromee Remix) –                          | PL1 ×4Vierfachplatin · (26 Wo.)PL | Erstveröffentlichung: 14. Juni 2015 mit Gromee                           |
| 2016 | W głowie Dla naiwnych marzycieli                    | PL7 ×3Dreifachplatin · (30 Wo.)PL | Erstveröffentlichung: 25. Februar 2016                                   |
| 2017 | Porady na zdrady (Dreszcze) Dla naiwnych marzycieli | PL2 ×4Vierfachplatin · (38 Wo.)PL | Erstveröffentlichung: 3. Januar 2017                                     |
| 2017 | Z Tobą nie umiem wygrać The Best of                 | PL1 ×3Dreifachplatin · (58 Wo.)PL | Erstveröffentlichung: 11. Oktober 2017                                   |
| 2018 | Serce nie sługa –                                   | PL6 Platin · (20 Wo.)PL | Erstveröffentlichung: 7. September 2018                                  |
| 2020 | Powiedz mi (kto w tych oczach mieszka) Tiny Sparks  | PL6 Platin · (16 Wo.)PL | Erstveröffentlichung: 3. Juli 2020 Gromee feat. Ania Dąbrowska & Abradab |
| 2022 | Ktoś inny –                                         | PL22 Gold · (7 Wo.)PL | Erstveröffentlichung: 28. Oktober 2022                                   |
| Folgende Lieder erschienen nicht als Single, wurden aber durch das Album zum Download und Streaming bereitgestellt und konnten somit eine Platzierung erlangen: |                                                     | |                                                                          |
| |                                                     | |                                                                          |
| 2016 | Poskładaj Mnie Dla naiwnych marzycieli              | PL32 Gold · (6 Wo.)PL |                                                                          |

Weitere Singles
- 2003: I See
- 2004: Tego chciałam
- 2004: Glory
- 2004: Nie ma nic w co mógłbyś wierzyć
- 2004: Charlie, Charlie
- 2004: Inna
- 2006: Trudno mi się przyznać
- 2007: Czekam…
- 2007: Musisz wierzyć
- 2008: Nigdy więcej nie tańcz ze mną
- 2008: W spodniach czy w sukience
- 2009: Smutek mam we krwi
- 2009: Johnny and Mary (mit Nouvelle Vague)
- 2009: Nigdy nie mów nigdy
- 2010: Suicide Is Painless
- 2010: Bang Bang
- 2010: Silent Sigh
- 2010: Driving All Around (mit Bogdan Kondracki)
- 2012: Bawię się świetnie
- 2017: Dreszcze
- 2021: Małe skrzydła (PL: Gold)